# شهرستان کاستر (کلرادو)
شهرستان کاستر، کلرادو (به انگلیسی: Custer County, Colorado) یک سکونتگاه مسکونی در ایالات متحده آمریکا است که در کلرادو واقع شده‌است.

## خصوصیات
شهرستان کاستر ۱٬۹۱۶٫۶ کیلومترمربع مساحت دارد.